# Мяо (Пайде)
Мя́о (ест. Mäo küla) — село в Естонії, у міському самоврядуванні Пайде повіту Ярвамаа.

## Населення
Чисельність населення на 31 грудня 2011 року становила 75 осіб.

## Географія
Через населений пункт проходять автошляхи 5 (Пярну — Раквере — Симеру) та 2 (Таллінн — Тарту — Виру — Лугамаа), естонська частина європейського маршруту E263.

## Історія
З 24 жовтня 1991 до 25 жовтня 2017 року село входило до складу волості Пайде.

## Пам'ятки
- Миза Мяо (Mäo mõis)
- Головна будівля мизи, пам'ятка архітектури[2]
- Будинок прикажчика в маєтку (Mäo mõisa valitsejamaja), пам'ятка архітектури[3]
- Меморіал поліцейським, загиблим під час виконання службових обов'язків

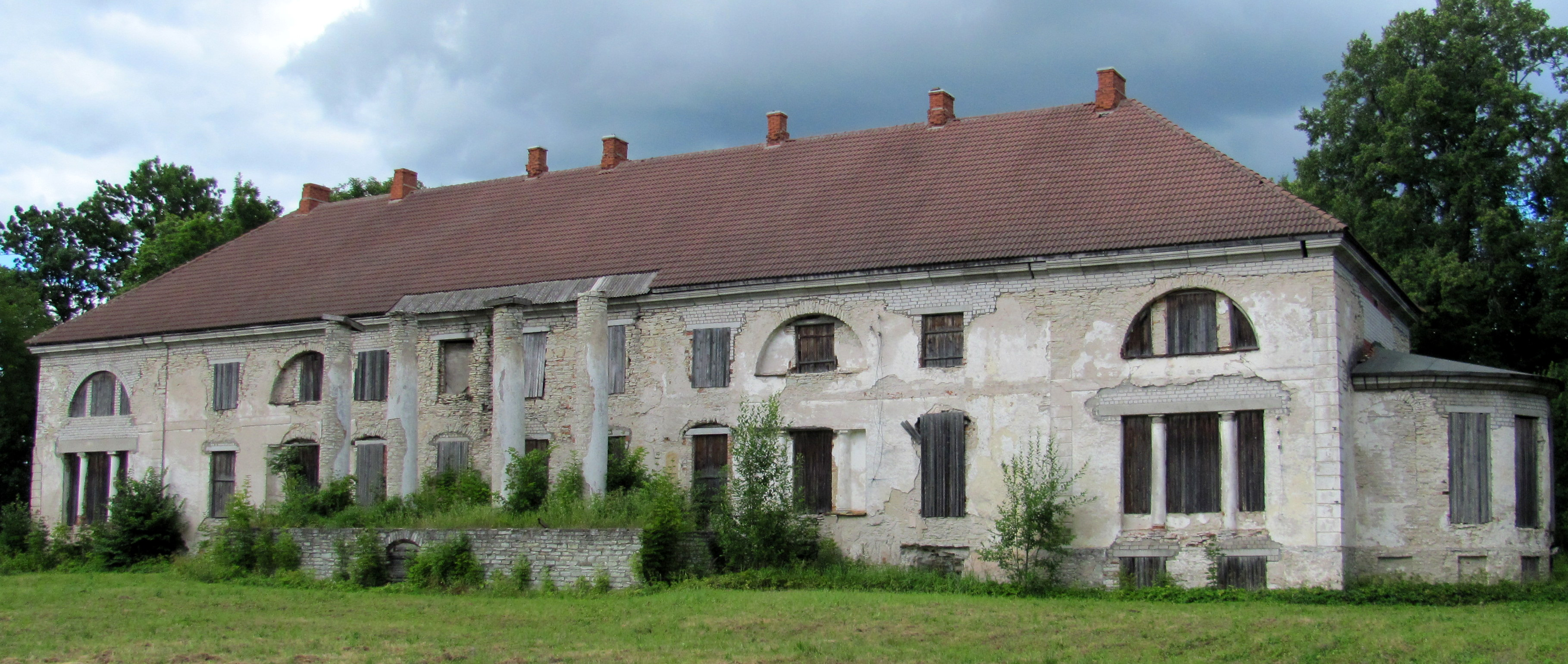
Головна будівля мизи
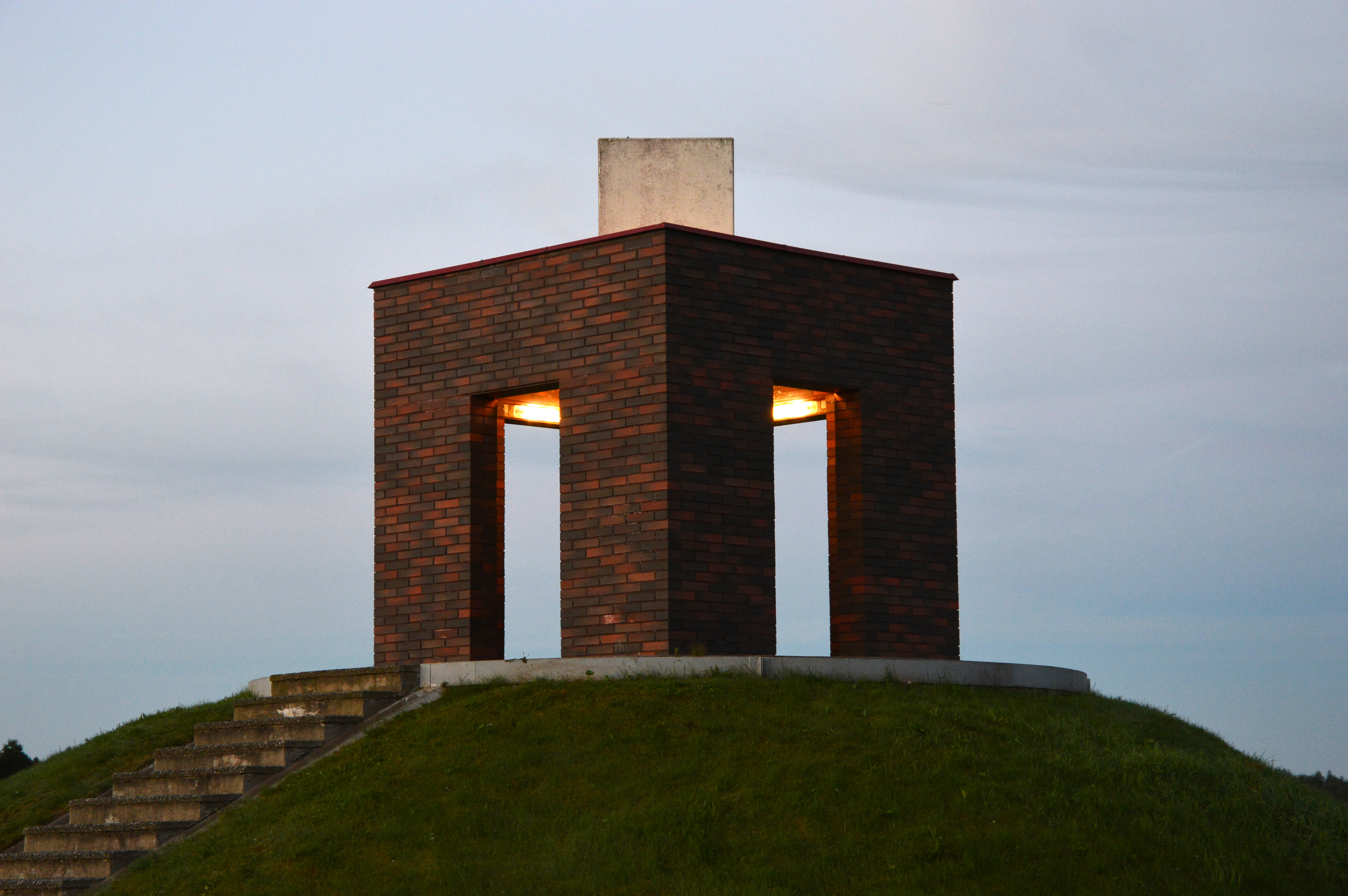
Меморіал загиблим поліцейським